# Cleptometopus orientalis
Cleptometopus orientalis là một loài bọ cánh cứng trong họ Cerambycidae.